# Chancel Mbemba Mangulu
Chancel Mbemba Mangulu (* 8. srpna 1994, Kinshasa, Zaire, dnešní DR Kongo) je fotbalový obránce a reprezentant z Demokratické republiky Kongo. Od roku 2015 působí v klubu Newcastle United.

## Klubová kariéra
Chancel hrál fotbal ve své vlasti mj. v klubu MK Étanchéité, odkud v roce 2012 zamířil do Evropy do belgického popředního klubu RSC Anderlecht. V roce 2015 odešel do Anglie do týmu Newcastle United.

## Reprezentační kariéra
V A-mužstvu DR Kongo debutoval v roce 2012.
Zúčastnil se Afrického poháru národů 2015, s týmem získal bronzovou medaili.